# Клан О'Лірі

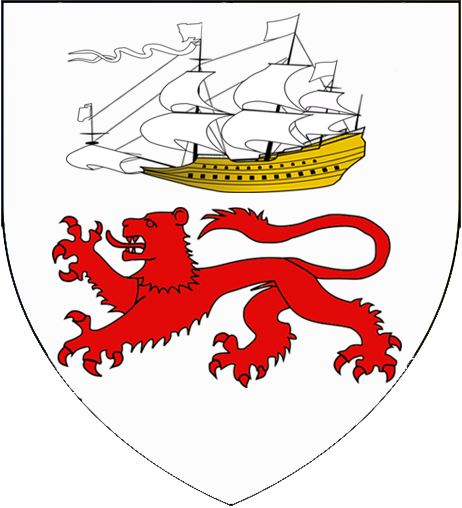
Герб вождів клану О'Лірі.

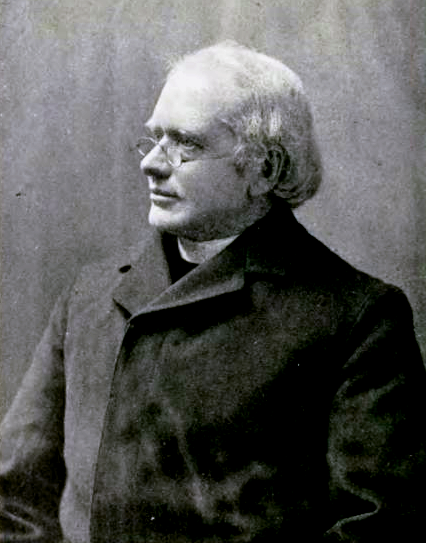
Педар Ва Лаогайре — сучасний ірландський літератор.

Клан О'Лірі (англ. — O'Leary, ірл. — Ó Laoghaire, Ó Laoire, Uí Laoghaire) — клан О'Лаогайре, О'Лаойре, О'Лере, Ві Лаогайре — один із ірландських кланів.

## Історія клану О'Лірі
У давні часи цей клан називався Ві Лаогайре (ірл. — Uí Laoghaire). Клан володів землями в нинішній парафії Вів Лаогайре (ірл. — Uibh Laoghaire), що нині належить до графства Корк. Вважається, що цей клан виник в ранньому середньовіччі на південно-західному узбережжі Ірландії в землях Рос О г-Кайрбре — Роскарбері (ірл. — Ros Ó gCairbre, англ. — Rosscarbery). На цих землях вождь клану О'Лірі був спадковим лордом.
Літопис «Аннали Іннісфаллена» (дублінська копія) повідомляють про смерть святого Фахтна (Фаханана) у 600 р. н. е. Це сталося, згідно літопису, в землях О'Легайре Рос, тобто в землях Корка Лає і Легайре Руіс. Клан веде свій родовід від Лугайда Мак Кона — давнього короля Тари і Верховного короля Ірландії, нащадка Дайра Доймтеха. У XII столітті О'Лірі були визнані спадковими наглядачами монастиря Святого Фахтна і опікунами школи Росс. Біля 1300 року під час чергової війни за незалежність Ірландії клан Корку Лойгде був витіснений на північ і оселився в районі біля Макрума, що біля Інчігела на річці Лі під назвою Уів Лаогер (або Уйв Лаояр). Вожді клану Корк Лойгде були правителями королівства Манстера (Муму) та територій за межами цього королівства, до злету клану Еоганахта в VII столітті. Порт Дан Лаогейр, що недалеко від Дубліна, не пов'язаний з септами клану О'Лірі, він названий на честь Лоегайре Мак Ніла — Верховного короля Ірландії V століття, що ніяк не був споріднений з кланом О'Лірі.
У «Книзі Лекана» (що датується 1397—1418 роками) детально описана рання історія клану О'Лірі як історія вождів клану (тайшах духуша — taisach duchusa (ірл.) Корко Лайс, що входить в туата Росс (туата — плем'я, союз кланів), із пов'язаними кланами:
- Туат Руйс (ірл. — Tuath Ruis)
- Туат Долайх (ірл. — Tuath in Dolaich)
- О'Лох Брікін (ірл. — О Loch Bricin)
- Файд Руйс (ірл. — Faid Ruis)
- О'Храйг Лонг (ірл. — О Thraig Long)
- Сід на Фер Фінд (ірл. — Sid na Fear Find)
- О'Легайре (ірл. — O Leagaire)
- О'Руайдрі (ірл. — O Ruaidri)
- О'Лонан (ірл. — O Lonan)
- О'Лайдід (ірл. — O Laidid)
- О'Торпа (ірл. — O Torpa)
- О'х-Урмолалтфйх (ірл. — O hUrmoltaich)
- О'Мірін (ірл. — O Mirin)
- О'Мек Дарік (ірл. — O Meic Dairic)
- О'Туарайде (ірл. — O Tuaraide)
- О'Трена (ірл. — O Trena)
- О'х-Уайніді (ірл. — O hUainidi)
- О'Кердін (ірл. — O Cerdin)

Назва клану О'Лірі (Лаогайре) також зустрічається у гілці династії Кінел Еогнахт Лаогайре (ірл. — Cineal Eoghanacht Laoghaire) — клану Еогнахта, що став пануючим кланом в королівстві Муму і створив королівську династію. Але нині важко простежити спорідненість і звёязки між кланом О'Лірі та цією гілкою клану Еогнахта.

## Відомі люди з клану О'Лірі

### Військові
- Арт О Лаогайре (ірл. — Art Ó Laoghaire) (пом. 1773) — офіцер австро-угорської армії. Його дружина Ейвлін Дув Ні Хонайл (ірл. — Eibhlín Dubh Ní Chonaill) написала поему «Плач за Артом О'Лаогайре» (ірл. — «Caoineadh Airt Uí Laoghaire»).
- Даніель Флоренсіо О'Лірі (1802—1854) — генерал армії Симона Болівара
- Майкл Джон О'Лірі (1890—1961) — канадський військовий, кавалер ордену Хреста Вікторії.
- Вільям О'Лірі — офіцер британської армії.

### Релігійні діячі
- Артур О'Лірі (1729—1802) — ірландський францисканський монах, письменник та полеміст.
- Френсіс О'Лірі (1931—2000) — римо-католицький священник, місіонер Братства Святого Йосипа.
- Генрі Джозеф О'Лірі (1879—1938) — V єпископ Римсько-католицької єпархії Шарлоттауна і III архієпископ архиєпархії Едмонтон.
- Луї Джеймс О'Лірі (1877—1930) — VI єпископ Римсько-католицької єпархії Шарлоттауна.

### Поети та літератори
- Джон О'Лірі (1830—1907), ірландський поет, феній, борець за свободу Ірландії, що тривалий час перебував в ув'язнені в Англії в XIX столітті.
- Майре Вуй Ні Лаогайре (ірл. — Máire Bhuí Ní Laoghaire) (1774—1849) — ірландська поетеса.
- Педар Ва Лаогайре (ірл. — Peadar Ua Laoghaire) (1839—1920) — ірландський письменник і католицький священник, один з основоположників сучасної літератури ірландською мовою.

### Політики та юристи
- Брендан О'Лірі — ірландський політолог
- Климент О'Лірі — канадський депутат парламенту
- Корнеліус О'Лірі — ірландський історик і політолог
- Деніс Лірі (1863—1943) — Нью-Йоркський політик
- Доннхад О'Лірі (1989 р. н.) — діяч партії «Шинн Фейн»
- Граттан О'Лірі (1888—1976) — канадський журналіст і сенатор
- Хейзел Р. О'Лірі (нар. 1937) — міністр енергетики США
- Генрі О'Лірі — бізнесмен і політичний діяч ірландського походження в Нью-Брансвіку
- Хамфрі О'Лірі (1886—1953) — VII головний суддя Нової Зеландії
- Джеймс А. О'Лірі — депутат Палати представників США з Нью-Йорка
- Джін О'Лірі — американська активістка за права геїв та лесбійок, політична діячка та колишня черниця
- Джон О'Лірі (1947—2005), мер Портленда, штат Мен, та посол США в Чилі
- Джон О'Лірі (народився 1933 р.) — ірландський політичний діяч партії «Фіана Файл» (ірл. — Fianna Fáil)
- Джон О'Лірі (1894—1959) — політичний діяч ірландської лейбористської партії.
- Джозеф В. О'Лірі — американський політик штату Нью-Йорк в 1941—1942 роках, засновник Ліберальної партії Нью-Йорка
- Кевін О'Лірі (1920 р. н.) — суддя Верховного суду Північної території (Канада)
- Майкл О'Лірі (1936—2006) — лідер Ірландської лейбористської партії
- Шон О'Лірі (нар. 1941) — ірландський сенатор
- Вільям О'Лірі (помер у 1955 р.) — ірландський політик з партії «Фіанна Файл»

### Журналісти
- Еміль-Досталер О'Лірі (1908—1965) — канадський журналіст і письменник
- Граттан О'Лірі (1888—1976) — канадський журналіст і сенатор
- Джеремія О'Лірі — американський журналіст
- Джон О'Лірі — журналіст, редактор «Times Higher Education Supplement»
- Олівія О'Лірі — ірландська журналістка
- Уолтер-Патріс О'Лірі (1910—1989) — канадський журналіст, політичний та профспілковий діяч

### Діячі мистецтва
- Артур О'Лірі (1834—1919) — ірландський композитор і піаніст
- Дермот О'Лірі (нар. 1973) — англійський телерадіоведучий
- Флетчер О'Лірі — австралійський дитячий актор
- Джейн О'Лірі (нар. 1946) — американсько-ірландський композитор авангарду
- Карен О'Лірі — новозеландська комедіантка та актриса телебачення та кіно
- Мері О'Лірі — американська телевізійна продюсерка
- Метт О'Лірі — американський актор
- Майкл О'Лірі (народився в 1958 році) — актор американської мильної опери «Путівник», що тривала довго
- Патрік О'Лірі (нар. 1952) — американський письменник-фантаст
- Тім О'Лірі — вигаданий персонаж британської мильної опери «Бруксайд»
- Вільям О'Лірі — американський актор